# SPOT 6
SPOT 6 – komercyjny sztuczny satelita obserwacji Ziemi wprowadzony na orbitę okołoziemską 9 września 2012 roku. SPOT 6 wykonuje zdjęcia z rozdzielczością nawet 1,5 metra wzdłuż ścieżki o szerokości 60 km. Wyposażony jest w 3 rozkładane panele baterii słonecznych.
Zdjęcia dostarczane przez satelitę sprzedawane są przez Airbus Defence&Space (kiedyś: EADS Astrium). W Polsce dystrybucją zajmuje się Astri Polska.
Jego bliźniaczym satelitą został SPOT 7, wystrzelony 30 czerwca 2014 roku. Misja SPOT planowana jest przynajmniej do 2024 roku.